# Wisembach (Fauvillers)
Pour les articles homonymes, voir Wisembach (homonymie).
Wisembach (Wiisbech en luxembourgeois, Wizamba en wallon) est un village de la commune belge de Fauvillers située en Région wallonne dans la province de Luxembourg. Il fait partie de la section de Fauvillers.

## Géographie
Wisembach se trouve à trois kilomètres au nord-ouest du village de Martelange, à mi-chemin entre celui-ci et le village de Fauvillers. Il est traversé par la Sûre, un affluent de la Moselle.

## Histoire
Au cours de la Seconde Guerre mondiale, le 10 mai 1940 (jour de l'invasion de la Belgique par l'Allemagne), le village est pris en fin de matinée par les Allemands du Kradschützen-Bataillon 1 (motocyclistes), de la 1re Panzerdivision qui a pour objectif de traverser la Meuse à Sedan.